# Fortificaciones de Sesklo y Dímini

Región de Tesalia en la Grecia actual.

Sesklo y Dímini son dos de los principales yacimientos del Neolítico en Grecia, ca. 6000-3000 a. C.. Están situados a pocos kilómetros de distancia en la región de  Tesalia de Grecia y fueron excavados entre 1899 y 1906 por Christos Tsountas.
Ambos asentamientos contaban con un gran megaron central rodeado de edificios y casas más pequeños, así como con murallas. La finalidad de estos muros ha sido objeto de debate durante mucho tiempo, ya que Tsountas afirmó en un principio que tenían fines militares defensivos. Sin embargo, con el paso del tiempo, cada vez más arqueólogos han llegado a la conclusión de que funcionaban como muros de contención, para delimitar espacios habitados, como recintos para animales o que se utilizaban con fines rituales.
 Independientemente de su finalidad, las fortificaciones reforzaban la distinción entre el asentamiento interior y el mundo exterior.

## Localización de los emplazamientos

### Sesklo

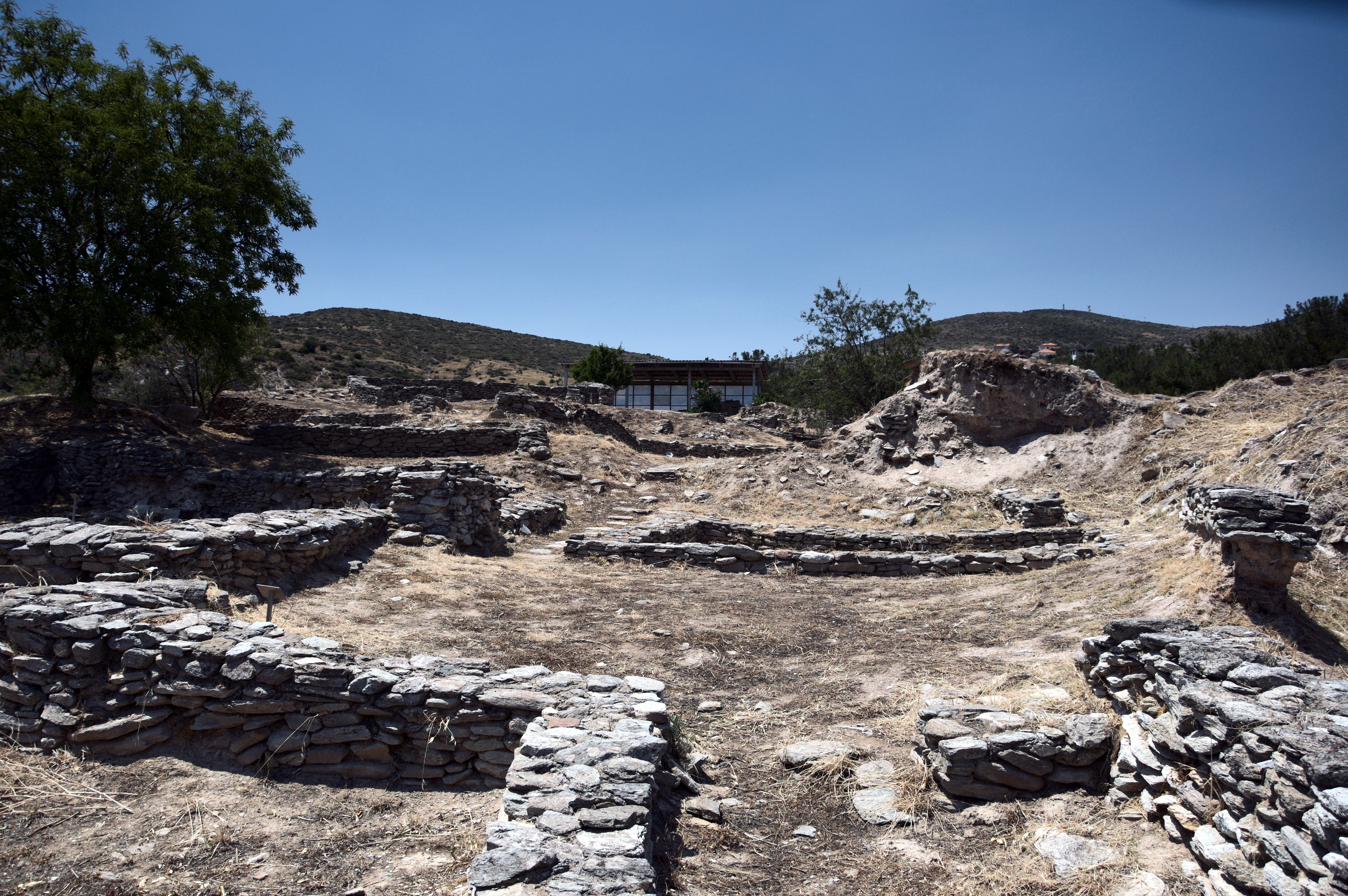
Restos de cimientos en Sesklo.

El asentamiento de Sesklo (en griego: Σέσκλο) consta de tres fases principales. En general, había casas cerradas centradas alrededor de un megaron más grande con un patio pavimentado. El asentamiento primitivo tenía una muralla inusualmente gruesa en el lado este, pero los asentamientos medios y tardíos revisten mayor interés a la hora de considerar las fortificaciones neolíticas. Los muros de piedra de Sesklo encerraban partes de la acrópolis y tenían una anchura aproximada de un metro. Existe la posibilidad de que estuvieran rematados con estructuras para crear una barrera más alta, pero esto es incierto.

### Dímini
El asentamiento de Dímini (en griego antiguo: Διμήνι) tenía aproximadamente 5000 m2 e incluía un megaron en un patio oval con edificios más pequeños y casas fuera de las fortificaciones. Este yacimi|ento floreció durante el Neolítico tardío y utilizó muchos de los métodos de construcción empleados anteriormente en Sesklo, incluidos los muros de piedra. Las fortificaciones de Dímini se componían de 6 o 7 muros en círculos concéntricos de 2-3 m  de altura y separados entre sí hasta 1 m. También es probable que se construyeran más altas con adobes o empalizadas de madera.

## Fortificaciones defensivas

### Protección

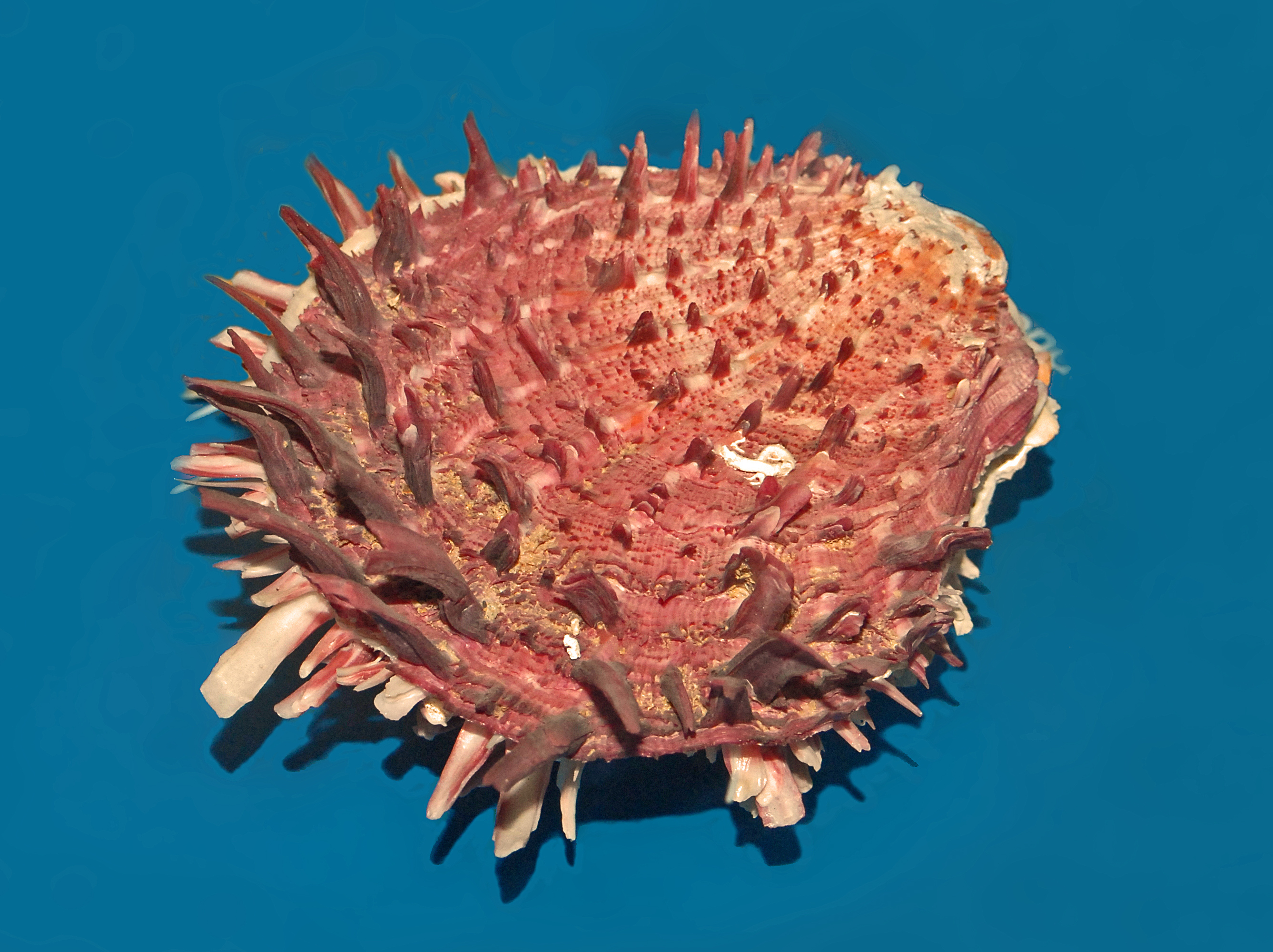
Valiosa concha de ostra utilizada por el asentamiento de Dímini.

La construcción de una muralla es, como mínimo, una declaración sobre las capacidades y el nivel de preparación del asentamiento para defenderse. La decisión de construirlas también expresa la falta de confianza que Sesklo y Dímini pudieron tener entre sí o en otros yacimientos neolíticos. Estos asentamientos sentían cierta necesidad de consolidarse y protegerse, lo que indica al menos cierto recelo. Además, Dímini controlaba en gran medida la producción y el intercambio de un tipo exótico y valioso de conchas de ostra, que se utilizaba en la creación de adornos personales como anillos, cuentas y botones. Por lo general, estaba limitado a unas pocas élites y funcionaba como expresión de estatus. Las fortificaciones habrían protegido este valioso bien. En Sesklo se han encontrado varios tipos de armas, como puntas de proyectil de piedra, proyectiles de honda de arcilla y piedra, hachas y cuchillos. Si estas armas se utilizaron en un contexto bélico, los emplazamientos fortificados habrían proporcionado la defensa y protección necesarias. Hay que tener en cuenta, sin embargo, que muchas de estas armas podrían haber tenido fines alternativos, incluida la caza.

### Construcción

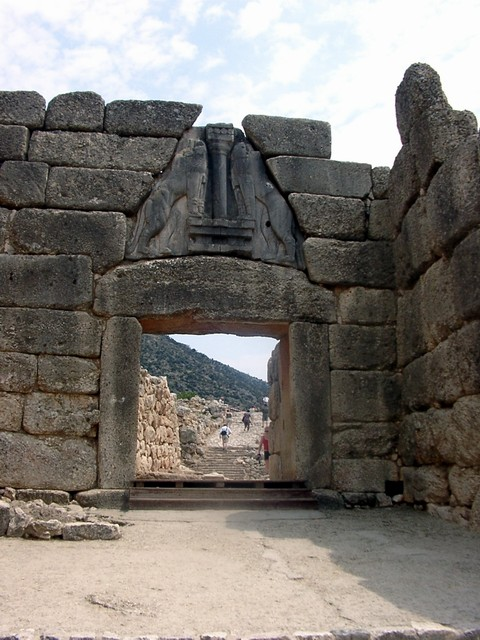
La Puerta de los Leones de Micenas, que cumple una función similar a las puertas batientes de Sesklo y Díimini.

En otros yacimientos neolíticos de Europa se construyeron estructuras con los mismos métodos de construcción en los que se ha argumentado de forma muy convincente una función militar, como Makriyalos en Pieria, Strofilas en Andros y en el noreste de Bulgaria. Es poco probable que Sesklo y Dímini hubieran utilizado los mismos mecanismos para fines totalmente diferentes. Las grandes extensiones de tierra vacías actúan como zonas de amortiguación para separar los asentamientos en guerra y exponer a los invasores cuando las cruzan para acercarse a un asentamiento contrario, dando a los defensores la oportunidad de prepararse. La presencia de estas tierras de nadie en Tesalia indica que pudo haber un conflicto y la necesidad de fortificaciones defensivas. Las murallas de ambos asentamientos incluían puertas batientes, una característica clásica de otros emplazamientos fortificados durante este periodo de tiempo en Grecia. Esta característica obligaba a los invasores a exponer sus flancos al obligarles a girar a la izquierda, exponiendo su lado derecho sin escudo. Sesklo tenía una de estas puertas en el lado occidental, que no estaba protegido por el escarpado barranco situado en el lado oriental del asentamiento. Dímini tenía 4 o 5 de estas puertas, así como otras aberturas estrechas en las zonas de vivienda y trabajo, que son fáciles de defender, ralentizarían y confundirían a los invasores, y darían a los habitantes múltiples salidas. 

### Destrucción
Los restos de Sesklo indican que se produjeron grandes incendios y destrucciones, lo que constituye una prueba importante del conflicto. Hay información que sugiere que Dímini puede ser el culpable de la destrucción en Sesklo. Sin embargo, también es importante señalar que el incendio podría haberse debido a otras causas, incluyendo el uso de materiales de construcción inflamables.

## Funciones alternativas
Tras una investigación más profunda, muchos arqueólogos han determinado que hay muchos otros usos probables para los murallas encontradas en Sesklo y Dímini. Estas funciones incluyen características simbólicas con fines rituales, marcadores de espacios de habitabilidad, recintos para animales y organización del espacio dentro del asentamiento. Dadas las implicaciones de la construcción de un muro, es posible que su objetivo fuera disuadir de los ataques en primer lugar, en lugar de actuar realmente como medida de protección en medio de un conflicto físico. Tras la posterior reexcavación de Dímini, no se encontraron pruebas de superestructuras que cubrieran las murallas, lo que podría indicar que no eran de naturaleza defensiva o que podrían estar ausentes simplemente debido a la erosión. Los excavadores creían que las fortificaciones implicaban una estratificación social significativa, que puede no haber estado presente de forma significativa en Dímini, lo que sugiere que las murallas se utilizaban para organizar el espacio en su lugar. Por último, microclimas dentro de la región de Tesalia causan una fluctuación en el éxito agrícola, haciendo que el conflicto sea peligroso e innecesario. Algunos estudiosos argumentan que esto promueve el intercambio, la negociación y la mitigación de los conflictos, por lo que es poco probable que los muros de Sesklo y Dímini tuvieran fines militares.